# Michel Boschet
Michel Boschet est un réalisateur français né à Bordeaux le 11 septembre 1927 et mort à Draguignan le 29 novembre 2010.

## Biographie
Natif de Bordeaux, Michel Boschet s'installe à Paris dans les années 1950.
Michel Boschet est, avec le critique André Martin, originaire comme lui de Bordeaux, et avec Pierre Barbin, à l'origine de l'Association française de diffusion du cinéma (AFDC) qui met en place les Journées du cinéma en 1953. Ces Journées, d'une durée d'une semaine, ont lieu dans une cinquantaine de villes et ont pour objectif de valoriser le court-métrage. En 1955, elles produisent un grand engouement à Annecy ; ce qui fait que c'est cette ville qui sera choisie par les trois hommes pour accueillir la première Biennale du cinéma d'animation en 1960.
Puis naquirent les journées internationales du film de court métrage à Tours (1955-1972) ou devant l'insistance de Michel Boschet un jeune cinéaste, Roman Polanski, montrait ses premiers courts métrages. Suivaient les journées internationales du cinéma d'animation au Festival de Cannes (en 1956 et 1958), avant de prendre rang du Festival d'Annecy à partir de 1960.

## Filmographie partielle

### Réalisateur
- 1959 : Demain Paris, 17 min
- 1960 : Patamorphose ou le désespoir du peintre (coréalisateur André Martin), 12 min
- 1961 : Mais où sont les nègres d'antan ? (coréalisateur André Martin), production Films Martin Boschet et Argos Films, 15 min
- 1965 : Les oiseaux sont des cons (coréalisateur Chaval), 3 min
- 1967 : Gloire à Félix Tournachon, 20 min
- 1972 : Le Pays Beau (coréalisateur Wolinski), dessins animés, 12 min, production Films Martin Boschet et Argos Films
- 1976 : Bactéries nos amies
- 1978 : Sinémassacre, d'après les dessins de Siné, 3 min, production Argos Films
- 1979 : Demain la petite fille sera en retard à l'école, dessins animés, 4 min 5 s, production Argos Films
- 1983 : Ouverture de l'école sur la vie (coréalisateur René Fouin), dessins animés, 6 min, production France Sagittaire Films, animation Roberto Curilli et Alain Costa
- 1984 : Energie France (coréalisateur René Fouin), dessins animés, 6 min, production Sodel, scénario Louis Flach, animation Roberto Curilli
- 1986 : Siné-Massacre no 2, court-métrage

### Photographe
- 1976 : Chantons sous l'Occupation d'André Halimi, documentaire

### Acteur
- 1959 : Les Astronautes, de Walerian Borowczyk, 14 min
- 1963 : La Mare aux garçons, de Julien Pappé, 1963, 15 min, techniques mixtes, prod. Magic Films-ORTF

## Récompenses et nominations
- Prix Émile Cohl (récompense pour les films d'animation) en 1963 pour Mais où sont les nègres d'antan ?.
- Césars 1977 : nomination au César du meilleur court-métrage d'animation pour Bactéries nos amies.
- Césars 1980 : César du meilleur court-métrage d'animation pour Demain la petite fille sera en retard à l'école.
- Prix du meilleur film pour la jeunesse, festival de Marly-le-Roi, 1984, pour Ouverture de l'école sur la vie.
- Mention pour Energie France, festival de Marly-le-Roi, 1985.